# Franz Schmidig
Franz Schmidig senior, genannt Lunni-Franz (* 14. September 1917; † 24. November 2008), war ein Akkordeon- und Schwyzerörgelispieler aus Muotathal im Schweizer Kanton Schwyz. Seine Musik war der Ländler. Von Beruf war er Landwirt. Sein Bruder Bernhardin, «Lunni-Bäredi», spielte Schwyzerörgeli und verunglückte mit dem Auto tödlich.
Schmidig bildete Handorgel- und Schwyzerörgeliduette mit Willi Valotti, Ernst «Jonny» Gisler und einheimischen Muotathalern, darunter auch Familienangehörige wie sein Sohn Franz Schmidig junior, der noch heute aktiver Volksmusiker ist. Seine Frau Cäcilia Schmidig war Jodlerin und leitete das Pragelchörli, benannt nach dem Pragelpass. 
Zuletzt trat Franz Schmidig senior, der in seiner Stammformation mit Jonny Gisler von seinem Sohn gleichen Namens abgelöst wurde, hauptsächlich mit Willi Valotti auf. Valotti war auch der Manager der Kapelle. Sie traten vorwiegend mit Schmidigs Eigenkompositionen im typischen Muotathaler Stil auf. Sie wurden dabei von einem Bassgeigenspieler begleitet.